# 篭手切江
篭手切江（こてぎりごう）は、鎌倉時代後期に作られたとされる日本刀（脇差）である。兵庫県西宮市苦楽園にある黒川古文化研究所が所蔵する。籠手切郷とも表記される。

## 概要

### 刀工・郷義弘について
鎌倉時代後期から南北朝時代にかけて活動した刀工・郷義弘により作られた刀である。郷義弘は、通説では越中国新川郡松倉郷（富山県魚津市）に住んでいたことから、郷、もしくは読み替えて同音の江と称されるという。一説には、義弘の本姓が大江氏であるため、1字取って江の字を用いて、転じて郷の字を使用したともいう。義弘は相州正宗の流れを汲む正宗十哲の一人とされ、『享保名物帳』では相州正宗、粟田口吉光と並んで名物三作と呼ばれるほど評価が高い刀工であるが、一方で義弘による在銘の刀は皆無であり、本阿弥家が義弘の刀と極めたものか伝承により義弘の刀と言われているもの以外、滅多に義弘の刀を見ないことをもじって「郷とお化けは見たことがない」ともいわれる。

### 名前の由来
篭手切江の名前の由来は明らかではないが、歴史学者の小和田泰経は篭手を切るほどの切れ味だと比喩したものとしている。元々は細川幽斎の所持であったが、後に相模小田原城主であった稲葉正勝の許に渡る。正勝の所有時に刀剣の鑑定家である本阿弥光温に依頼して、指表には金象嵌で「コテ切　義弘 本阿（花押）」、指裏には銀象嵌で「稲葉丹後守所持之」と入れさせた。なお、象嵌を入れられた時期は本阿弥光温の花押から1626年（寛永3年）から正勝が逝去する1634年（寛永11年）の間とされている。

### 再び細川家へ伝来
その後、1662年（寛文2年）に金百枚の折紙を極められて、その後は細川家の所有となる。稲葉家から細川家へと所有が移った経緯は明らかではないが、刀剣研究家の福永酔剣は、著書『日本刀大百科事典』にて、正勝の弟である正利は徳川忠長（駿河駿府藩主、徳川家光の弟）に仕えていたが、忠長は数々の不行跡のため改易された。重臣であった正利も連座して1634年（寛永11年）3月に細川家の預かりとなり、1676年（延宝4年）に赦免されることがないまま肥後国で逝去したが、正利の逝去時に今までお世話になったお礼として、篭手切江のかつての所有者である細川家へ贈られたものとしている。また、細川家からも本阿弥家に鑑定に持ち寄られた際には金百三十枚と値上げしている。

### 稲葉家へ伝来
その後、再び細川家から稲葉家へ贈られたがこれも経緯は明らかではなく、福永は正勝の嫡孫である正往が幕府にて老中へと就任したことからそのお祝いとして贈られたものかもしれないと述べている。その後、3度目の本阿弥家の鑑定にて金二百枚と極められた。以降は稲葉家に伝来していたが、1918年（大正7年）に競売に出されて3,238円で落札された。2020年時点では黒川古文化研究所に所蔵されている。

## 作風

### 刀身
刃長（はちょう、刃部分の長さ）は一尺五寸七分（47.6センチメートル）、地鉄は大板目肌にもと小模様に焼き出し、中程から先は急に焼き幅が大きくなり、大きく乱れて沸えも十分につく。なお、前述の銀象嵌の鎺（はばき、刀身の手元の部分にとめる金具）下には梵字が1字切られている。